# Théodore Pilette
Théodore Pilette, né le 8 septembre 1883 à Saint-Gilles près de Bruxelles et mort le 3 mai 1921 à Capellen au Luxembourg, est un ancien pilote automobile belge de voitures de course.

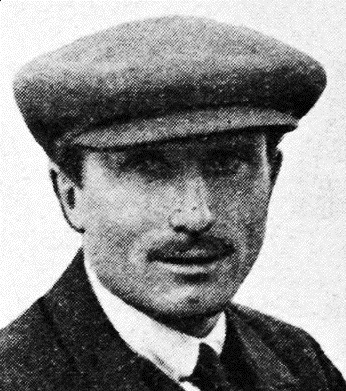
Théodore Pillette (1914).

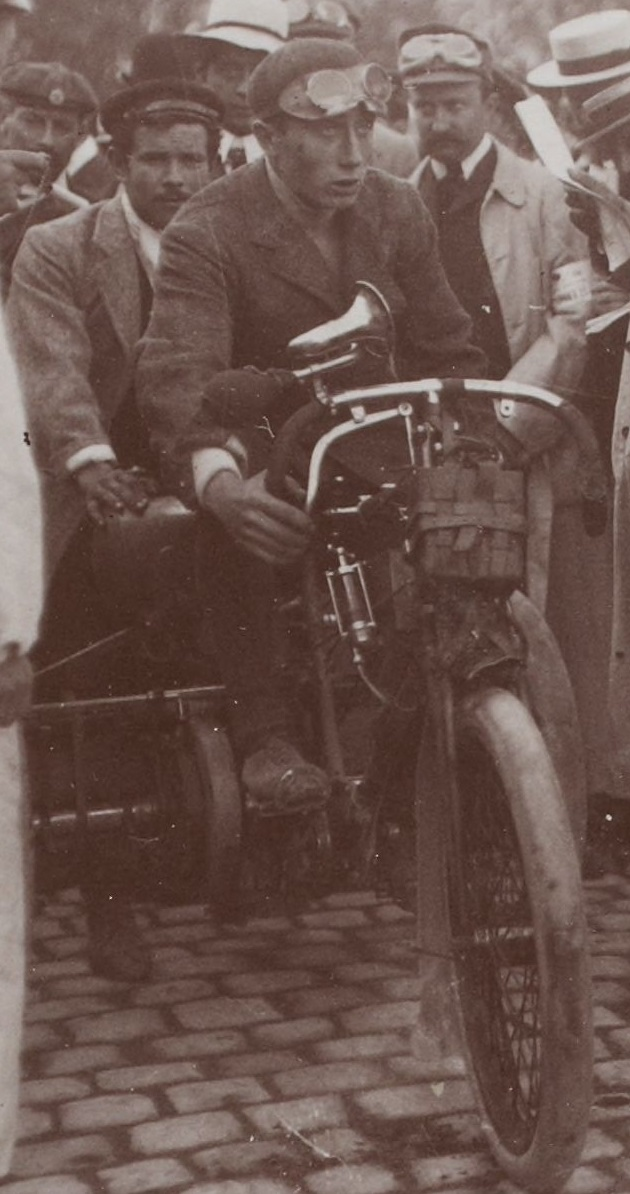
Théodore Pilette sur tricycle De Dion-Bouton, au Circuit des Ardennes en 1904.

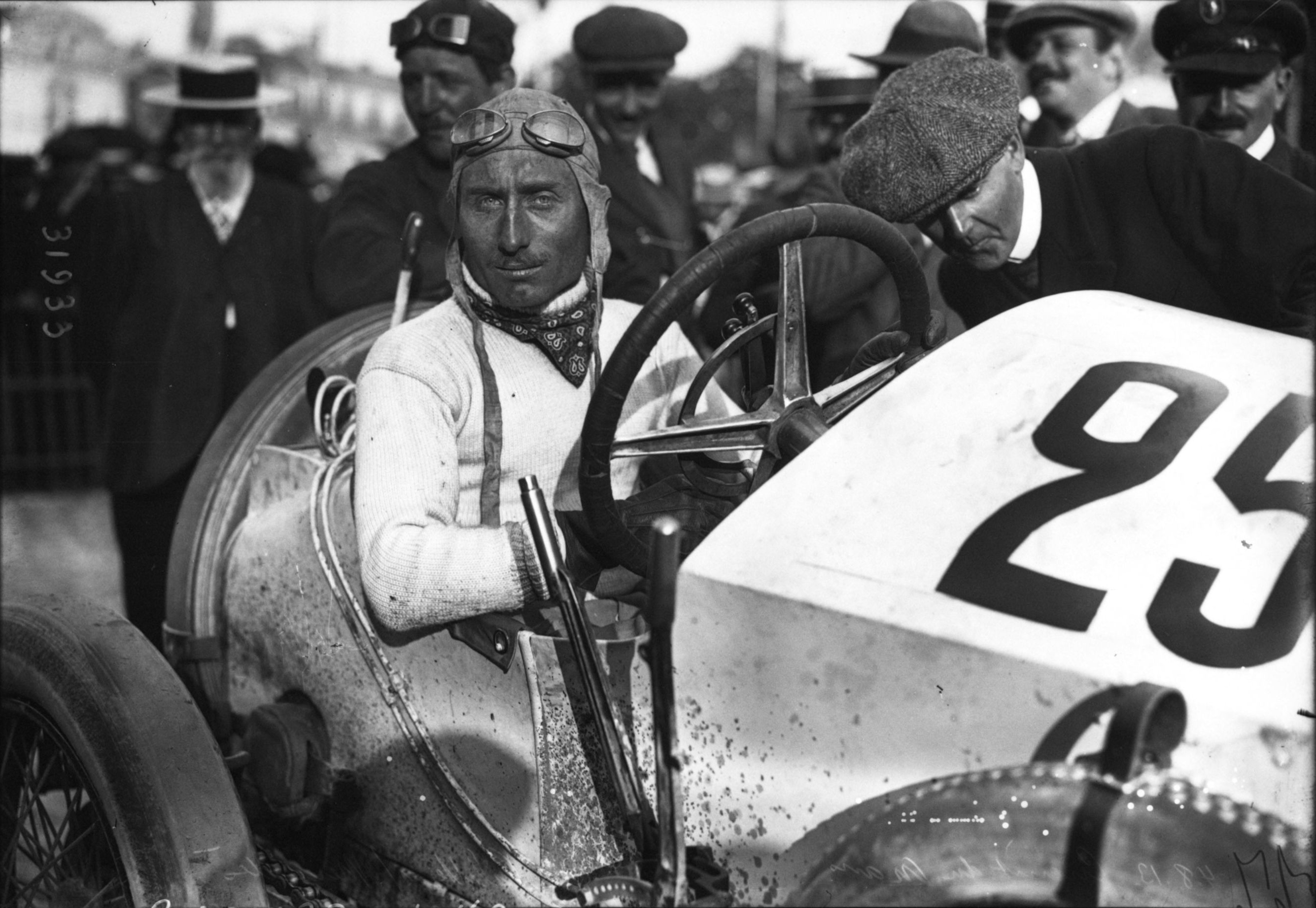
Pilette au GP de France des Voiturettes 1913 du Mans, sur Mercedes (3e).

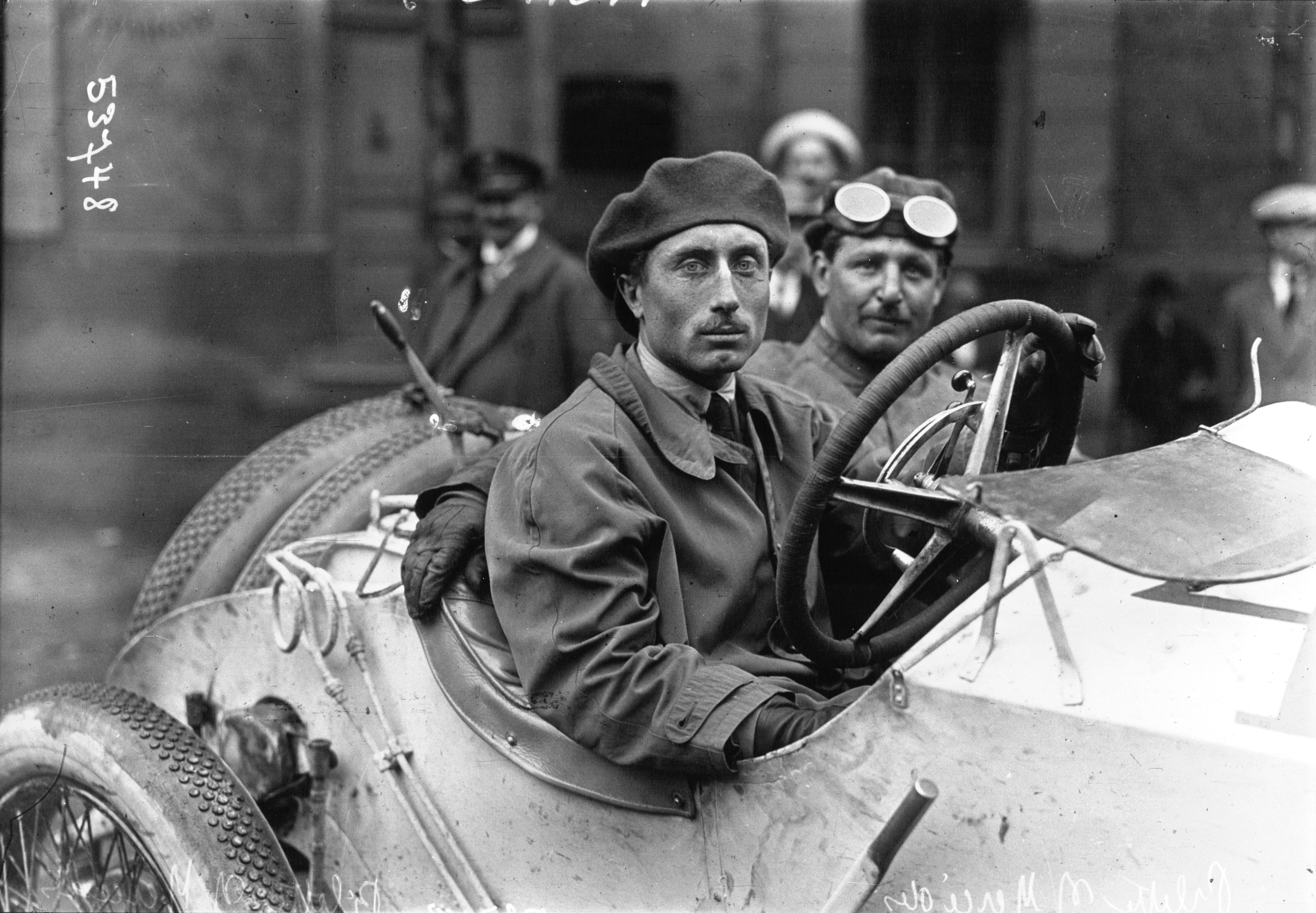
Pilette au GP de France 1914, sur Mercedes Grand-Prix (abandon).

## Biographie
Théodore Pilette commence la compétition en 1903 à 20 ans. En 1904, il gagne les 10 kilomètres motocyclistes du Meeting d'Ostende sur de Dion-Bouton. De 1904 à 1906, ainsi qu'en 1908, il donne son nom à la coupe remise au vainqueur de la course de côte de Malchamps, qu'il organise. En 1906, il lui arrive de conduite sur Grégoire au Circuit des Ardennes, épreuve où l'année suivante débute sa collaboration avec Mercedes.
Bien qu'ayant le moteur le moins puissant, il réussit un "Top 5" lors de sa seule apparition aux 500 miles d'Indianapolis en 1913, à la vitesse moyenne de 109,674 km/h (ses compatriotes Arthur Duray et Josef Christiaens participeront à l'édition 1914, Christiaens revenant en 1916). Exceptionnellement en cette année 1913, six pilotes d'origine européenne disputent la course sur les 27 partants, où seul le norvégien d'origine Gil Anderson avait déjà pris part lors de ses deux premières éditions.
Pilette est l'importateur pour la Belgique de Mercedes-Benz puis de Bugatti: les Établissements Pilette" sont situés rue Veydt, à Bruxelles.
Il décède ainsi que son mécanicien Bruyère dans un accident de la route alors qu'il rentre d'une visite aux usines Mercedes de Stuttgart où il a récupéré une nouvelle voiture pour aller courir sur le circuit de Brooklands le 16 mai 1921, lors du BARC Whitsun - Lightning Short Handicap, remporté finalement par le comte Louis Zborowski sur "Chitty-Bang-Bang" devant P.C.Kidner et le capitaine John F.Duff sur Fiat «Mephistopheles»[réf. nécessaire].
Théodore Pilette est le père d'André Pilette, et le grand-père de Teddy Pilette.
Il est inhumé au Cimetière de Bruxelles à Evere.

## Palmarès automobile

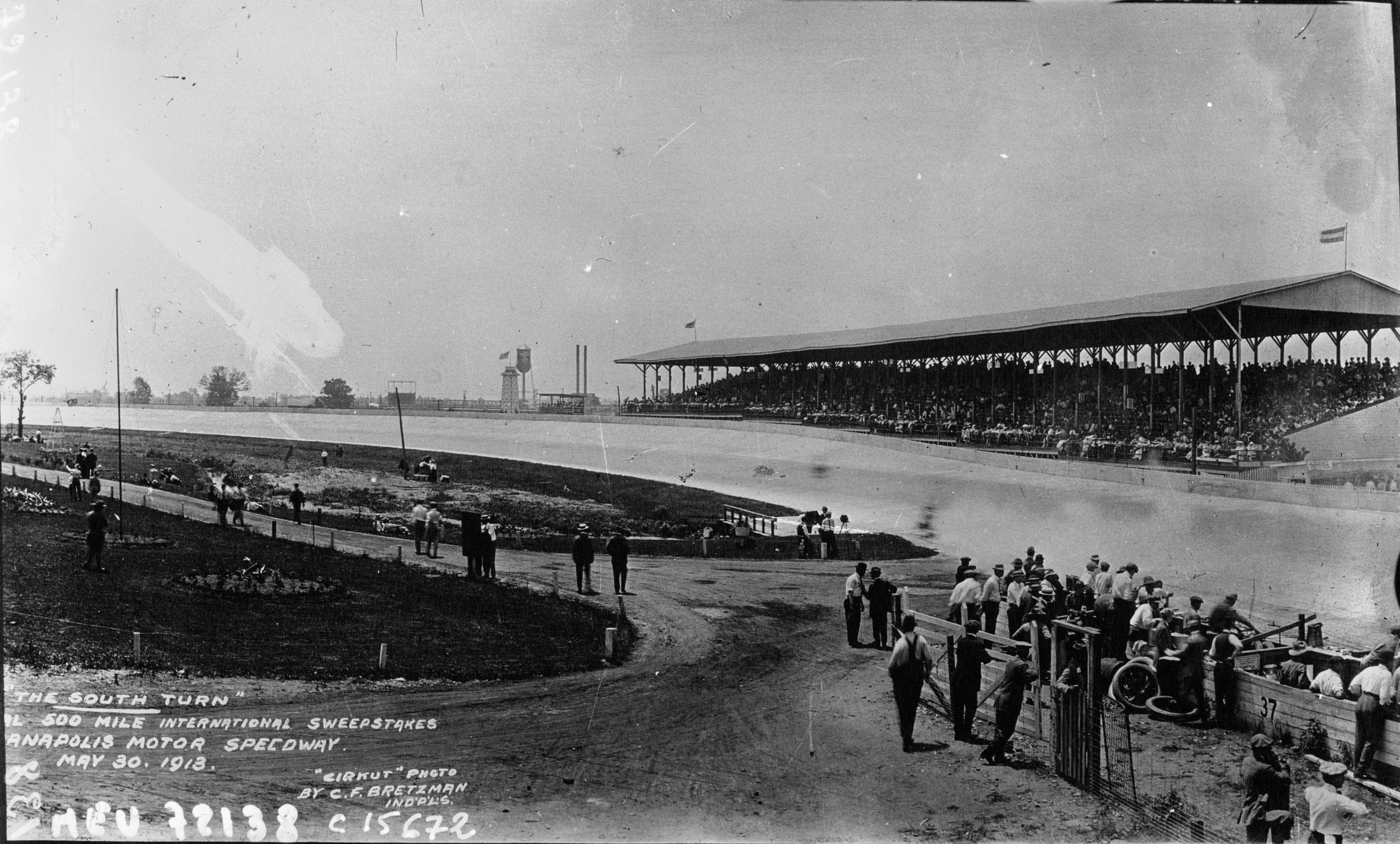
Indianapolis en 1913.

- Course de côte de Béthane 1909 (ou Ire "Coupe de la Meuse", organisée à Spa) sur Mercedes[6];
- Course de côte de Malchamps 1912 sur Mercedes-Benz 16/45 hp à moteur Knight (en) 4L.;
  - 3e de la IIe Coupe de la Sarthe 1913 sur Mercedes (ou "Grand Prix de France des Voiturettes", après avoir été refusé pour le GP de France proprement-dit, épreuve n'acceptant alors que des écuries officielles);
  - 5e des 500 miles d'Indianapolis 1913, sur Mercedes-Benz 16/45 Knight (engagée alors par l'éditeur de Chicago E.C. Patterson, 13e position sur la grille de départ);
  - participation au Grand Prix de France 1914, sur Mercedes Grand-Prix officielle cette-fois (boîte de vitesses endommagée peu avant le départ, il ne peut accomplir que trois tours, arbre d'hélice alors cassé).